# Хаустовы
Хаустовы — деревня в Котельничском районе Кировской области в составе Биртяевского сельского поселения.

## География
Располагается на расстоянии примерно 6 км на северо-восток от райцентра города Котельнич.

## История
Известна с 1719 года как деревня Другая Семеновская с населением в 3 души мужского пола, в 1802 уже Семеновская 2-я с 2 дворами. В 1873 году здесь (Семеновская или Хаустовы) отмечено дворов 3 и жителей 14, в 1905 (Семеновская 2-я или Хаустовы)  9 и 61, в 1926 (Хаустовы или Семеновская 2-я) 11 и 75, в 1950 11 и 47, в 1989 году оставалось 3 человека. Настоящее название утвердилось с 1939 года.

## Население
Постоянное население  составляло 15 человек (русские 46%, коми-пермяки 47%) в 2002 году, 8 в 2010.